# Bosanska Kostajnica
Bosanska Kostajnica (← bosniacă, croată și sârbă scrisa latin, sârbă Босанска Костајница) este un oraș din Republica Srpska, Bosnia și Herțegovina. 